# Ikjan
Ne pas confondre avec Ikedjane, village de la commune de Tifra, dans la wilaya de Béjaïa.
Ikjan est une localité de la commune de Beni Aziz ou Aït Aziz (selon les locaux) dans la wilaya de Sétif en Petite Kabylie, en Algérie.

## Histoire
La dynastie des Fatimides trouva appui en Petite Kabylie auprès des tribus Kutama pour fonder leur empire au début du Xe siècle.
C’est dans cette région d'Ikjan que le da'i Abu Abd Allah fonda sa citadelle, région qui à l’époque échappait au contrôle des deux puissances avoisinantes que furent les Aghlabides et les Sulaymanides. Ainsi, il réussit à gagner la sympathie de la population locale en promettant notamment la suppression des impôts non coraniques. Une fois les premiers contingents de soldats Kabyle Kutama formés, il se lance à la conquête du Maghreb pour le compte de Ubayd Allah al-Mahdi.
C'était une forteresse, qui servit de base aux campagnes des Fatimides face aux Aghlabides en Ifrikiya.